# Tetragonopterus rarus
Tetragonopterus rarus är en fiskart som först beskrevs av Zarske, Géry och Isaac J.H. Isbrücker 2004.  Tetragonopterus rarus ingår i släktet Tetragonopterus och familjen Characidae. Inga underarter finns listade i Catalogue of Life.